# اوگو فسکولو
اوگو فسکولو (به ایتالیایی: Ugo Foscolo؛ تلفظ ایتالیایی: [ˈu:ɡo ˈfoskolo]؛ زاده: نیکولو فسکولو به ایتالیایی: Niccolò Foscolo؛ ۶ فوریهٔ ۱۷۷۸ در زاکینتوس؛ درگذشت: – ۱۰ سپتامبر ۱۸۲۷ در تورنهام گرین) نویسنده انقلابی و شاعر اهل ایتالیا بود.
از او به ویژه برای کتاب شعر «آرامگاه» (به ایتالیایی: Dei Sepolcri؛ ۱۸۰۷) یاد شده است.